# Amon-Ra St. Brown
Amon-Ra Julian Heru J. St. Brown (* 24. Oktober 1999 in Anaheim, Kalifornien) ist ein deutsch-amerikanischer American-Football-Spieler. Er spielt auf der Position des Wide Receivers und war bis 2020 für die University of Southern California aktiv. Im NFL Draft 2021 wurde St. Brown in der vierten Runde von den Detroit Lions ausgewählt.

## Frühe Jahre
St. Brown besuchte während seiner ersten sechs Schuljahre eine französische Schule in Anaheim. Nach einem Umzug nach Paris 2009 ging er auf eine öffentliche Schule. Während der Sommerferien war St. Brown in der Heimatstadt seiner Mutter, Leverkusen. Hier besuchte er auch die Fußballschule von Bayer Leverkusen. St. Brown machte aber auch mit Football weiter und wurde auch für die U19-American-Football-Nationalmannschaft vorgeschlagen. Mit dieser wurde er 2015 in Dresden U19-American-Football-Vize-Europameister.
2014 war er Freshman an der Servite High School, die davor auch schon sein Bruder Equanimeous besuchte. In dieser Saison spielte er jedoch nicht. In seiner Sophomore-Saison wechselte St. Brown dann an die Mater Dei High School in Santa Ana, Kalifornien. Dort hatte er bei 22 Passfängen 373 Yards und drei Touchdowns erreicht. Außerdem konnte er als Kick Returner aus elf Kickoffs 335 Yards erzielen. Als Junior fing er 60 Pässe für 1229 Yards und 21 Touchdowns. Als Punt Returner holte er bei 16 Returns 260 Yards und einen Touchdown. Als Senior konnte sich St. Brown trotz anfänglicher Ausfälle durch eine Handverletzung erneut in den Statistiken verbessern. Bei 72 Passfängen erreichte er 1320 Yards plus 20 Touchdowns. Außerdem trat er wieder als Punt Returner auf und machte aus 12 Fängen 238 Yards und zwei Touchdowns.

## College

### Rekrutierung
Der US-amerikanische sport-fokussierte Website-Betreiber 247Sports stufte St. Brown als sogenannten Fünf-Sterne-Spieler ein, d. h. einer der 30 besten Spieler seines Jahrgangs. Die Website stufte ihn als den elftbesten Spieler und den zweitbesten Wide Receiver seines Jahrgangs ein.
Er erhielt Angebote für ein Stipendium bei 21 Universitäten: Utah, Boise State, Notre Dame, Michigan State, Alabama, Washington, Stanford, UCLA, Kentucky, USC, Nebraska, Mississippi State, Tennessee, Miami, Auburn, Ole Miss, Ohio State, Georgia, Florida, Louisville und Colorado.
Letztlich entschied er sich für die University of Southern California und deren USC Trojans. Er studierte BWL.

### Spieler
Als Freshman hatte er in seiner ersten Saison die meisten Passfänge aller Spieler der Trojans. Bei 60 gefangenen Pässen erreichte er 750 Yards und drei Touchdowns. In diesem Jahr wurde er Pacific-12 Conference Offensive Player of the Year. Zudem wurde er in zahlreichen Freshman All-American Teams aufgestellt wie von ESPN oder 247Sports. 
In seiner zweiten Saison als Sophomore konnte er 68 Pässe fangen, holte dabei 879 Yards und sechs Touchdowns.
Als Junior konnte er in der verkürzten College-Saison 2020, die aus 6 Spielen bestand, mit 478 Yards und 7 Touchdowns bei 41 Passfängen überzeugen. St. Brown hatte damit die meisten Passfänge und Touchdowns seines Teams. Bemerkenswert war das Spiel gegen Washington State, als St. Brown allein im ersten Viertel 4 Touchdowns fangen konnte. Damit konnte er drei bestehende Rekorde egalisieren: den NCAA-Rekord für die meisten Touchdowns in einem Viertel, den Pacific-12 Conference-Rekord für die meisten Touchdowns in einem Spiel und den Rekord an der USC für die meisten Touchdowns in einem Spiel.
Am 2. Januar 2021 kündigte er an, sich für den NFL Draft 2021 anzumelden und dementsprechend auf sein letztes Jahr am College zu verzichten.

### Statistiken
| Jahr                          | Team        | Spiele | Passspiel | Passspiel | Passspiel | Passspiel | Laufspiel | Laufspiel | Laufspiel | Laufspiel |
| Jahr                          | Team        | Spiele | Rec       | Yds       | Avg       | TD        | Att       | Yds       | Avg       | TD        |
| ----------------------------- | ----------- | ------ | --------- | --------- | --------- | --------- | --------- | --------- | --------- | --------- |
| 2018                          | USC Trojans | 11     | 60        | 750       | 12,5      | 3         | 2         | 9         | 4,5       | 0         |
| 2019                          | USC Trojans | 13     | 77        | 1.042     | 13,5      | 6         | 7         | 60        | 8,6       | 1         |
| 2020                          | USC Trojans | 6      | 41        | 478       | 11,7      | 7         | 0         | 0         | 0         | 0         |
| Gesamt                        | Gesamt      | 30     | 178       | 2.270     | 12,8      | 16        | 9         | 69        | 7,7       | 1         |
| Quellen: sports-reference.com |             |        |           |           |           |           |           |           |           |           |

## NFL
St. Brown wurde im NFL Draft 2021 an 112. Stelle in der vierten Runde von den Detroit Lions ausgewählt. Am 17. Juni 2021 unterschrieb er einen Vierjahresvertrag mit einem Gesamtvolumen von 4,265 Millionen US-Dollar, welcher einen Signing Bonus von 785.000 US-Dollar beinhaltete.
In seiner ersten Saison kam Amon-Ra St. Brown in allen 17 Spielen zum Einsatz. Seinen Durchbruch erlebte er in Woche 13, am 5. Dezember 2021, als er mit seinen Detroit Lions auf die Minnesota Vikings traf. Bis zu diesem Spiel kam er im Schnitt auf 3,6 gefangene Pässe und 32 Yards pro Spiel. Mit 48 Sekunden verbleibender Spielzeit und einem 23:27-Rückstand hatten die Lions knapp in der Hälfte der Vikings Ballbesitz. In der Folge warf Quarterback Jared Goff in sieben Offensespielzügen fünfmal den Ball zu St. Brown. Darunter war auch der spielentscheidende Pass, als Goff im vierten Versuch bei auslaufender Uhr einen 11-Yards-Touchdown-Pass auf ihn warf. Für St. Brown war dies der erste Touchdown in der NFL, der zugleich den ersten Saisonsieg der Lions besiegelte. In den verbleibenden fünf Saisonspielen erzielte er weitere fünf Touchdowns und sorgte für durchschnittlich über 100 Yards Raumgewinn. Als Folge wurde er zum Offensive Rookie des Monats für den Dezember 2021 gewählt.
Am 24. April 2024 unterschrieb St. Brown einen neuen Vertrag bei den Lions. Der Vierjahresvertrag ist mit 120,01 Millionen US-Dollar dotiert, wovon 77 Millionen garantiert sind. Am 30. September 2024 im Spiel gegen die Seattle Seahawks wurde St. Brown der erste deutsche Spieler, der in der NFL einen Touchdown-Pass warf. Bei einem Trickspielzug warf er auf seinen Quarterback Jared Goff. Dies war zugleich der erste Pass überhaupt in seiner Karriere.

### Statistiken
| Jahr                                | Team          | Spiele | Starts | Passspiel | Passspiel | Passspiel | Passspiel | Passspiel | Passspiel | Laufspiel | Laufspiel | Laufspiel | Laufspiel | Laufspiel |
| Jahr                                | Team          | Spiele | Starts | Rec       | Tgt       | Yds       | Avg       | TD        | Lng       | Att       | Yds       | Avg       | TD        | Lng       |
| ----------------------------------- | ------------- | ------ | ------ | --------- | --------- | --------- | --------- | --------- | --------- | --------- | --------- | --------- | --------- | --------- |
| 2021                                | Detroit Lions | 17     | 9      | 90        | 119       | 912       | 10,1      | 5         | 37        | 7         | 61        | 8,7       | 1         | 26        |
| 2022                                | Detroit Lions | 16     | 16     | 106       | 146       | 1.161     | 11,0      | 6         | 49        | 9         | 95        | 10,6      | 0         | 58        |
| 2023                                | Detroit Lions | 16     | 16     | 119       | 164       | 1.515     | 12,7      | 10        | 70        | 4         | 24        | 6,0       | 0         | 11        |
| 2024                                | Detroit Lions | 17     | 17     | 115       | 141       | 1.263     | 11,0      | 12        | 66        | 2         | 6         | 3,0       | 0         | 10        |
| Gesamt                              | Gesamt        | 66     | 58     | 430       | 570       | 4.851     | 11,3      | 33        | 70        | 22        | 186       | 8,5       | 1         | 58        |
| Quellen: pro-football-reference.com |               |        |        |           |           |           |           |           |           |           |           |           |           |           |

## Privates
Sein Vater, John Brown, ist ein Bodybuilder, der 1981 und 1982 Mr. Universum bei den Amateuren wurde. Seine Mutter Miriam ist Deutsche, geboren in Leverkusen. Amon-Ra hat zwei ältere Brüder, Equanimeous und Osiris, die beide American Football spielen. Equanimeous spielt für die New Orleans Saints in der National Football League (NFL). Osiris entschied sich nach seiner Zeit am College gegen eine Teilnahme am NFL Draft.